# Pupillreaktion

Pupillsammandragning efter en ljusblixt.

Med pupillreaktion eller ljusreflex avses pupillens sammandragning och utvidgning vid olika ljusförhållanden. 
Normalt reagerar pupillen på direkt belysning genom att dra ihop sig (direkt pupillreaktion/ljusreflex). Om bara ena ögat belyses, kommer även det andra ögats pupill normalt att dra ihop sig nästan lika mycket (indirekt pupillreaktion/ljusreflex). Olika sjukdomar och skador kan påverka pupillreaktionerna, och observation av dem är ett viktigt hjälpmedel inom neurologisk diagnostik.